# Partido judicial de Barco de Valdeorras
El Partido judicial de Barco de Valdeorras es uno de los 45 partidos judiciales en los que se divide la Comunidad Autónoma de Galicia, siendo el partido judicial n.º 6 de la provincia de Orense.
Comprende a los municipios de El Barco de Valdeorras, Carballeda de Valdeorras, Petín, Rúa, Rubiana, La Vega y Villamartín de Valdeorras.
La cabeza de partido y por tanto sede de las instituciones judiciales es El Barco de Valdeorras. La dirección del partido se sitúa en la calle Eulogio Fernández de la localidad. El Barco de Valdeorras cuenta con un Juzgado de Primera Instancia e Instrucción.